# František Matoušek
Pour les articles homonymes, voir Matoušek.
František Matoušek, né le 12 mai 1901 à Hohenmaut, en royaume de Bohême, et mort le 13 octobre 1961 à Prague, est un peintre tchécoslovaque.

## Biographie

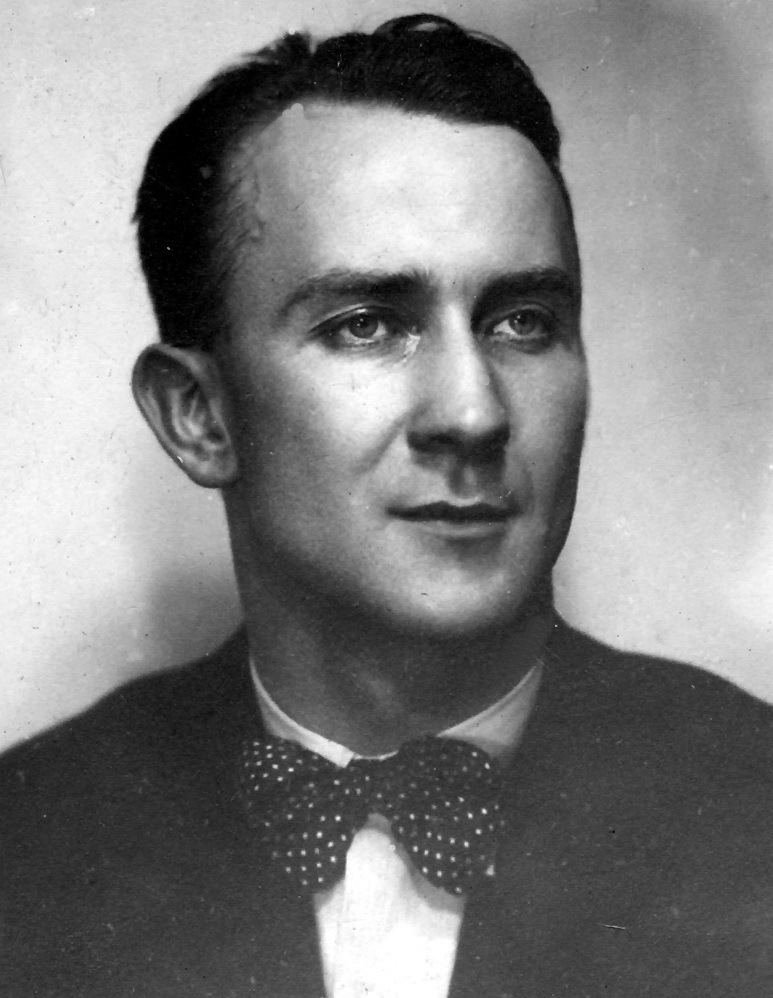
Matoušek en 1930

František Matoušek fut l'un des pionniers de l'art abstrait en Europe centrale, membre du groupe Devětsil, élève de l'Académie des beaux-arts à Prague, camarade de classe de Jindřich Štyrský. Malgré l’influence du constructivisme et du surréalisme sur son œuvre, Matoušek demeure l’un des peintres tchèques les plus originaux de la période des débuts de l'art abstrait.
Entre 1938 et 1950 (avec une interruption de 1940 à 1945) il fut actif à Paris. Peu connue, son œuvre commence à être appréciée grâce à l’exposition Residue - z pozůstalosti Františka Matouška à la galerie Vysoké Mýto (commissaires Pavel Chalupa et Jana Svobodová) en 2009.

## Catalogues, illustrations
- F. Matoušek: Vyšinutá rovnováha, recueil lithographique, Prague 1926.
- Pour la Tchécoslovaquie. Hommage à un pays martyr, Paris 1939.
- Hlasy domova, Edice Českoslovenký boj, Paris 1940.
- F. Matoušek 1939 - 45, Vladimír Žikeš, Prague, 1947 - recueil de 16 dessins.
- František Matoušek, Kresby a záznamy ze současné Francie a z válečných let, catalogue de l´exposition, 1951.
- František Matoušek - Výběr z životního díla k 60. narozeninám, catalogue de l´exposition, Městská galerie Vysoké Mýto 1961, texte Jana Hoffmeisterová.
- František Matoušek - Výstava k 60. narozeninám, catalogue, Galerie Václav Špála, Prague 1961, texte Adolf Hoffmeister.

## Collections
- Městská galerie Vysoké Mýto (350 dessins, 46 peintures)
- Národní galerie, Prague (21 dessins, 5 peintures)
- Galerie výtvarného umění, Náchod
- Muzeum umění, Olomouc
- Východočeská galerie, Pardubice
- Galerie umění, Karlovy Vary
- Regionální muzeum, Vysoké Mýto